# Gabbiella humerosa
Gabbiella humerosa е вид коремоного от семейство Bithyniidae.

## Разпространение
Видът е разпространен в Демократична република Конго.